# Mauricio Paniagua
Mauricio David Paniagua (Puerto Iguazú, provincia de Misiones, 15 de junio de 1990) es un actor, sonidista y músico argentino. Apodado "Pikio".

## Carrera profesional
Estudió actuación en el Instituto Cervantes. Antes de actuar, trabajó como cerrajero y vendedor ambulante.
En 2019 protagonizó el papel del boxeador Carlos Monzón en la serie televisiva Monzón. Para encarnar ese exigente papel, se sometió a un entrenamiento completo en boxeo bajo las órdenes de Diego “La Joya” Chaves, Fernando Muñoz y Desirée Salgueiro. Paniagua asume la interpretación del personaje principal entre las edades de 16 y 32 años, mientras que el veterano Jorge Román lo interpreta ya entrado en años.
Manifiesta su intención de interpretar algún día a Andresito Guazurarí.

## Filmografía

### Cine
| Año  | Título             | Papel          | Dirección           |
| ---- | ------------------ | -------------- | ------------------- |
| 2020 | Trópico            | Mario Cardenal | Sabrina Farji       |
| 2022 | Pipa               | Rufino Jeréz   | Alejandro Montiel   |
| 2022 | A orillas del río  | Chávez         | Francisco Ruiz Díaz |
| 2024 | Continente         | César          | Davi Pretto         |
| 2024 | Una sola primavera | Raúl           | Joaquín Pedretti    |

### Televisión
| Año  | Título            | Papel                 | Notas                                                       |
| ---- | ----------------- | --------------------- | ----------------------------------------------------------- |
| 2019 | Monzón            | Carlos Monzón (joven) |                                                             |
| 2020 | Inés del alma mía | Lautaro               | Episodios: «Semillas de traición», «Hasta el fin del mundo» |

## Nominaciones
- Premios PRODU Awards 2019: Actor Revelación Masculino[5]
- Premios Platino: Mejor Interpretación Masculina en Miniserie o Teleserie[6]